# End child prostitution, child pornography and trafficking of children for sexual purposes
End child prostitution, child pornography and trafficking of children for sexual purposes (ECPAT), soit en français Mettre fin à la prostitution infantile, à la pédopornographie et au trafic d'enfants à des fins d'exploitation sexuelle est un réseau d'organisations et de personnes travaillant ensemble pour éliminer l'exploitation sexuelle des enfants à des fins commerciales.

## Description
ECPAT International a son secrétariat à Bangkok, en Thaïlande. 81 groupes sont répartis dans 74 pays. L'organisation combat notamment le tourisme sexuel impliquant des enfants, le trafic d'enfants à des fins d'exploitation sexuelle, la pornographie enfantine sur Internet, elle soutient les enfants à risque et fait campagne pour le renforcement des législations. Elle s'est vu attribuer en 1998 le prix Rafto.
En 2006, elle a lancé en partenariat avec l'Unicef le « code de conduite pour la protection des enfants de l'exploitation sexuelle dans le tourisme et les voyages ».